# Isa ibn Musa
Pour les articles homonymes, voir Musa.
'Isa ibn Mousa ibn Mouhammad Ibn'Alî ibn al-'Abdallah ibn'Abbās (en arabe : عيسى بن موسى بن محمد بن علي بن عبد الله بن العباس   عبد الله بن العباس ) ( c. 721 783/4) était un neveu des deux premiers califes abbassides, as-Saffah ( r. 750-754 ) et al-Mansur ( r. 754-775 ), et pendant longtemps l'héritier du califat, jusqu'à ce qu'il soit remplacé par le fils d'al-Mansur al-Mahdi ( r. 775-785 ).

## Biographie
Isa ibn Musa est né en 103 AH (721/2 CE).  Durant l'été 750, immédiatement après la fin de la Révolution abbasside, Isa a été nommé par son oncle as-Saffah comme gouverneur de Kufa, la première capitale du gouvernement abbasside. Il conservera le poste pendant quinze ans - selon Hugh N. Kennedy, ce fut le deuxième plus long mandat de la période abbasside après celui de Dawud ibn Yazid al-Muhallabi au début du IXe siècle.  
En 754, alors que le premier Calife Abbaside approchait de sa mort et que son héritier désigné Abu Ja'far ( al-Mansur ) était en pèlerinage à La Mecque à l'époque, le calife nomma Isa, alors âgé d'environ 34 ans, comme second héritier, au cas où quelque chose arriverait à al-Mansur. Cette décision était nécessaire pour empêcher Abu Muslim, le puissant et populaire général qui avait commencé la révolution abbasside au Khurasan, de se hisser au poste de faiseur de roi. Isa avait déjà prouvé sa capacité de gouverneur, et sa proximité avec la capitale, al-Anbar, était cruciale pour une succession rapide.   Quand as-Saffah mourut finalement , Isa proclama al-Mansur Abu Ja'far comme Calife et envoya des cavaliers pour l'informer de son accession. Selon les sources enregistrées par al-Tabari, Isa avait placé des gardes devant les trésors et les bureaux du gouvernement de la capitale, jusqu'à l'arrivée du nouveau calife. Il a également envoyé le chambellan d'As-Saffah, Abu Ghassan, pour informer Abdallah ibn Ali en Syrie de la mort d' As -Saffah et recevoir le serment d'allégeance ( bay'ah ) de sa part. 
À la suite de l'échec de la rébellion d'Abdallah ibn Ali dans sa tentative de devenir Calife, Isa est intervenu pour accorder à Abd al-Samad ibn Ali, qui seul parmi les frères d'Abdallah avait soutenu sa révolte, un pardon.  Isa avait des relations cordiales avec Abu Muslim et n'a pas été au courant du complot d'al-Mansur pour tuer le commandant dangereusement puissant jusqu'à ce que l'acte soit accompli.  Sous al-Mansur, il est resté gouverneur de Kufa, a participé activement à la planification de la nouvelle capitale abbasside, Bagdad et a construit la forteresse d'al-Ukhaidir . 
En 762–763, il dirigea l'armée et réprima les révoltes Alides sous les frères Muhammad al-Nafs al-Zakiyya et Ibrahim ibn Abdallah .  Le choix de Muhammad de Médine pour déclarer sa révolte était un symbole puissant mais une erreur stratégique, al-Mansur l'ayant immédiatement réalisé, il envoya Isa avec 4 000 hommes contre Muhammad. L'armée abbasside coupa facilement la ville du soutien extérieur et pris  rapidement le dessus sur les partisans de Muhammad. Muhammad lui-même fut tué et Isa envoya sa tête au calife al-Mansur.   La révolte du frère de Muhammad, Ibrahim, qui avait choisi Bassorah comme sa base, était plus réussie, mais il n'a pas réussi à synchroniser sa révolte avec le soulèvement de Médine. En conséquence, Isa a pu réprimer la révolte de Muhammad à Médine, puis amener ses forces contre les rebelles de Bassora, qui combattirent à Bakhamra. Là, les Alides prirent initialement le dessus, mais à la fin, la persévérance d'Isa apporta la victoire aux Abbassides. 
Néanmoins, en 764/5, Isa fut contraint de céder sa place dans la succession au fils d'al-Mansur, al-Mahdi. Finalement, en 776, al-Mahdi, maintenant calife, le força à renoncer complètement à sa place dans la succession en faveur du fils d'al-Mahdi Musa al-Hadi (r. 785-786).  Il mourut en 783/4. 

## Sources
- Hugh Kennedy, The Early Abbasid Caliphate: A Political History, London, Croom Helm, 1981 (ISBN 0389200182)